# Kinéscope

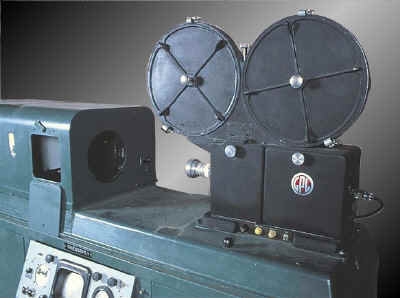
Un kinescope (c.1950–1955) PA-302 General Precision Laboratories (GPL). Cette caméra, est équipée d'une optique Kodak. (Photo: Peter Lindell, Musée des sciences et de la technologie du Canada)

Le kinéscope est un dispositif permettant d'enregistrer sur une pellicule film, l'image affichée par un moniteur vidéo ou un téléviseur, la copie produite étant un cinégramme. Le procédé inverse souvent associé au Kinéscope permettant le transfert depuis un film vers la télédiffusion ou un enregistrement vidéo est le Télécinéma.
Historiquement, le kinéscope est le seul moyen de conservation des émissions de télévision en direct, souvent exigé par l'administration ou la loi pour déterminer la responsabilité éditoriale. Il est exploité par la télévision française à partir des années 1940 et jusqu’en 1975 au même moment où la couleur se répand à la télévision. Au Canada à partir de 1952, la télévision publique l'exploite comme moyen de distribution d’émissions, vers ses différentes station régionales. 
Dans les années 1950, le support sur bande magnétoscopique apparaît. Du fait de leur coût élevé, les bandes sont recyclées et réutilisées plusieurs fois ; un cinégramme monochrome beaucoup moins dispendieux est souvent réalisé avant l’effacement pour l'archivage.
Le kinéscope est progressivement abandonné par le secteur professionnel quand le magnétoscope et l'enregistrement vidéo deviennent moins coûteux, plus fiable et d'une exploitation plus simple à partir des années 1970. 
Les cinégrammes sont archivés et stockés dans des salles spécialisées, qui les conservent au mieux jusqu'à leur transfert numérique à partir de la fin des années 1990.
La qualité obtenue est relative car elle dépend notamment du bon paramétrage du moniteur vidéo, de la résolution de la pellicule film et de son usure physique, de la synchronisation et de la performance optique et mécanique de la caméra qui capture l'image. Il n'est pas rare que les archives kinéscopiques accusent des problèmes optiques telles que déformations d'anamorphose, de symétrie ou géométrie affectant les proportions et l'échelle du sujet filmé ainsi que de médiocres réglages de contraste, de gamma, de densité, de bruit vidéo ou de chrominance et de diverses artefacts et parasites venant affecter la qualité et le rendu de l'image une fois transférée sur pellicule.  

## Fonctionnement
En Europe, la norme de télévision fait défiler les images à la vitesse de 25 images images par seconde ou comme au cinéma, 24 images par seconde conformément à deux trames entrelacées. Il faut adapter ce format pour un enregistrement sur pellicule film. Le kinéscope doit être capable :
- d'enregistrer le flux à 25 images par seconde (30 images par seconde en Amérique du Nord) à partir de la source à 24 images par seconde,
- de restituer une image assez précise et claire pour être retransmise à la télévision.

Sur un téléviseur, l’image s'affichée en deux trames entrelacées. Ce dispositif permet, grâce à l'effet phi et la persistance rétinienne humaine, de réduire l'effet de papillotement, en multipliant par deux la fréquence de rafraîchissement de l'image.
En Europe, le problème de synchronisation se résout, comme pour le télécinéma, en négligeant la différence de 4 % entre 24 et 25 images par seconde. L'image vidéo est toujours à la fréquence du secteur. Il suffit de mettre en phase une caméra à moteur synchrone alimentée par le secteur de manière que chaque image sur la pellicule corresponde à une trame. Dans les caméras contemporaines de la télévision, l'obturateur réserve en général la moitié du temps au transport de la pellicule d'une image à l'autre. Une image prise avec ces caméras enregistre une trame, c'est-à-dire, l'image à la moitié de la résolution verticale. Mais si, dans un appareil spécialement conçu, la pellicule avance dans un mouvement continu correspondant au double de la cadence normale, et que le balayage horizontal repasse toujours sur la même ligne quand elle est paire, et un sur autre ligne avec le décalage approprié — d'une hauteur de cadre plus une ligne — quand elle est impaire, on peut enregistrer l'image entière. Le son synchrone s'enregistre sur une bande son perforée comme celle de l'image.
La qualité des images kinescopées, presque toujours sur pellicule 16 mm, s'est améliorée avec le temps mais ne rivalise pas avec la qualité d'un entregistrement vidéo professionnel. De plus, le support pellicule coûte cher, nécessite divers traitements et impose des délais, ce qui entraîne une sélection des émissions sauvegardées. L'entreposage des films sur une longue durée réclame des locaux à atmosphère contrôlée, dont le coût pèse face à un profit incertain, lorsque le programme devient ancien. De nombreuses émissions ou programmes diffusés entre les années 1950 et les années 1980 sont ainsi définitivement perdus.

## Alternatives
Comme alternative au kinéscope, l’electronicam (en) permet de diffuser une émission en direct et en même temps d’enregistrer sur pellicule cinéma 35 mm. Ainsi, l’émission est donc diffusée et potentiellement sauvegardée en même temps. Une fois terminée, il faut encore développer les films, un par caméra, et monter les morceaux de film, pas nécessairement exactement comme diffusé. Toutefois, ce procédé exigeant des investissements significatifs, peu de chaînes ou unités de production TV l'adoptent.